# Berkat
Berkat is een bestuurslaag in het regentschap Ogan Komering Ilir van de provincie Zuid-Sumatra, Indonesië. Berkat telt 1910 inwoners (volkstelling 2010).